# Seegefecht vor Suvali

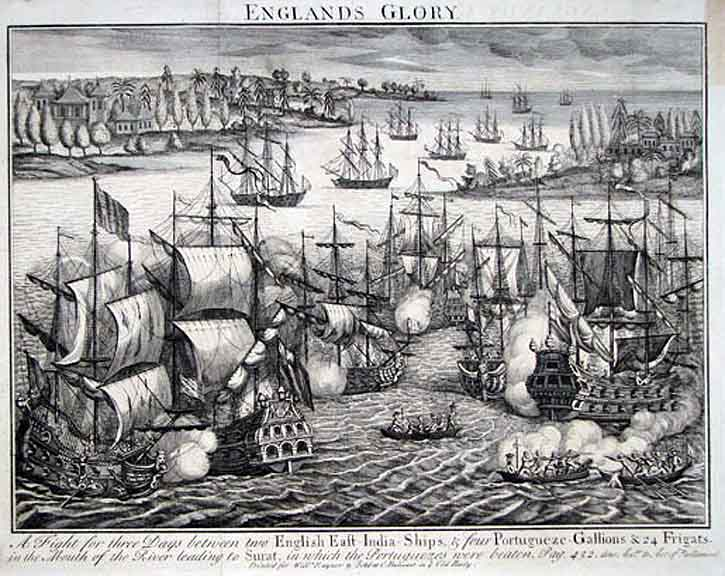
Seegefecht vor Suvali (England's Glory, Radierung von William Rayner (1699 – 1761))

In der Seeschlacht von Suvali (im Englischen Swally genannt) besiegten am 29. und 30. November 1612 englische Schiffe eine kleine portugiesische Flotte vor der indischen Küste bei Suvali (Koordinaten: 21°10′ N, 72°37′ O), einem Dorf westlich von Surat in Gujarat in Indien. Es war der Anfang vom Ende der portugiesischen Seeherrschaft im westlichen Indischen Ozean.

## Vorgeschichte
Portugal hatte seit der Seeschlacht von Diu die Vorherrschaft in diesem Seegebiet und das Monopol auf den Seehandel. Britische Handelsgesellschaften versuchten zunehmend, am Gewürzhandel zu verdienen: die 1551 gegründete Company of Merchant Adventurers, die ab 1555 in die Moskauische Kompagnie überging, und die 1600 gegründete Englische Ostindien-Kompanie (East India Company).
Der holländische Reisende Jan Huygen van Linschoten (1563–1611) diente von 1583 bis 1588 dem portugiesischen Vizekönig in Goa als Sekretär. In dieser Zeit kopierte er heimlich detaillierte Seekarten, die er 1596 in seinem Buch Itinerario veröffentlichte. Er sammelte auch nautische Informationen über die Navigation vor der indischen Küste. Auch der Reisende Ralph Fitch sammelte auf Reisen von 1583 bis 1591 im Indischen Ozean wichtige Kenntnisse und beriet danach die Ostindien-Kompanie. Karten und Informationen waren eine große Hilfe für die Fahrten nicht-portugiesischer Schiffe in indischen Gewässern.
Der erste Abgesandte der Kompanie, William Hawkins, erreichte 1608 Surat, um mit dem Großmogul Jahangir ein Handelsabkommen abzuschließen. Nach zwei Jahren reiste er erfolglos wieder ab.
Die Kompanie organisierte Schiffskonvois mit verschiedenen Zielen. Die achte Fahrt führte 1611 nach Japan, die neunte Fahrt 1612–1615 nach Indien und Sumatra. Die zehnte Fahrt erreichte unter Kapitän Thomas Best am 7. September 1612 Surat, den Haupthafen des Mogulreiches. Auch Best wollte Handelszusagen erhalten und verhandelte mit dem Gouverneur von Surat und Ahmedabad. In dem Gebiet operierten auch portugiesische Schiffe, und am 16. September bemerkte Best 16 portugiesische Barken im Fluss Tapti.
Als einige seiner Männer am 30. September an Land gefangen genommen wurden, beschlagnahmte er ein Schiff von Gujarat, um es gegen seine Leute austauschen zu können. Am 10. Oktober fuhr Best nach Suvali, um mit dem Gouverneur zu verhandeln. Am 19. begannen die Verhandlungen, und am 24. hatten sich die Parteien geeinigt – auch auf einen Handelsvertrag konnte man sich einigen. Nun musste die Zustimmung des Mogulkaisers abgewartet werden.

## Die Schlacht
Auf portugiesischer Seite nahmen 4 Naos (Galeonen) und 26 Ruderbarken an der Schlacht teil, auf der englischen Seite vier Galeonen der Ostindien-Kompanie: Dragon, Hosiander, James und Solomon, wobei die letzten beiden Schiffe auch zur achten Fahrt der Kompanie gehörten.
Am 27. November näherten sich portugiesische Schiffe in feindlicher Absicht. Am 28. ankerten sie vor Suvali, und beide Flotten beschossen einander am Nachmittag, ohne große Schäden anzurichten.
Am Morgen des 30. November segelte Best mit der Dragon und der Hosiander zwischen die portugiesischen Schiffe. Bei den anschließenden Manövern liefen drei portugiesische Schiffe auf Grund. Um 9 Uhr ankerten die britischen Schiffe. Bei Flut konnten die Portugiesen ihre Schiffe wieder flott machen, und die Engländer griffen erneut an. Am Abend ankerten die Engländer in ungefähr 6 Meilen Entfernung von den Portugiesen, die gegen 21 Uhr einen Brander zu den englischen Schiffen schickten, der aber durch Kanonenfeuer versenkt wurde, wobei 80 Portugiesen starben.
In den folgenden Tagen belauerten sich die Schiffe, ohne dass es zu weiteren Kämpfen kam. Am 5. Dezember segelte Best mit seinen Schiffen nach Diu.
Die Engländer verloren 3 Mann, die Portugiesen eine Galeone und 160 Mann, nach anderen Quellen bis zu 300.

## Folgen
Am 6. Januar erhielt Best einen Brief vom Großmogul, der den mit dem Gouverneur ausgehandelten Vertrag bestätigte. Best schickte einen Boten über den Landweg nach England. Er selbst setzte seine Reise fort, erreichte Ceylon und Sumatra, bevor er im April 1614 nach England zurückkehrte.
Dieser Konflikt beeindruckte den Gouverneur von Gujarat, der davon dem Mogulkaiser berichtete, der seinerseits danach mehr den Engländern als den Portugiesen zuneigte. Die kleine Seeschlacht markierte den Beginn des Niedergangs der portugiesischen Vorherrschaft im Seehandel mit Indien und des Aufstiegs der Britischen Ostindien-Kompanie.